# Jon Feliciano
Jon Feliciano (Davie, 10 febbraio 1992) è un giocatore di football americano statunitense che milita nel ruolo di offensive guard per i San Francisco 49ers della National Football League (NFL).

## Carriera

### Oakland Raiders
Dopo avere giocato al college a football a Miami, Feliciano fu scelto nel corso del quarto giro (128º assoluto) del Draft NFL 2015 dagli Oakland Raiders. Debuttò come professionista subentrando nella gara dell'undicesimo turno contro i Detroit Lions. La sua stagione da rookie si concluse con 6 presenze, di cui 3 come titolare.

### Buffalo Bills
Nel 2019 Feliciano firmò con i Buffalo Bills. Il 16 marzo 2021 firmò un nuovo contratto triennale.

### New York Giants
Il 14 marzo 2022 Feliciano firmò con i New York Giants.

### San Francisco 49ers
Il 21 marzo 2023 Feliciano firmò un contratto di un anno con i San Francisco 49ers.

## Palmarès
- National Football Conference Championship: 1

San Francisco 49ers: 2023